# Centro Meteorológico Regional Especializado
Um Centro Meteorológico Regional Especializado ou o Regional Specialized Meteorological Center é responsável pela distribuição de informação, conselhos e avisos em relação com o programa específico do que fazem parte, de acordo por consenso na Organização Meteorológica Mundial, como parte da Vigilância Meteorológica Mundial.

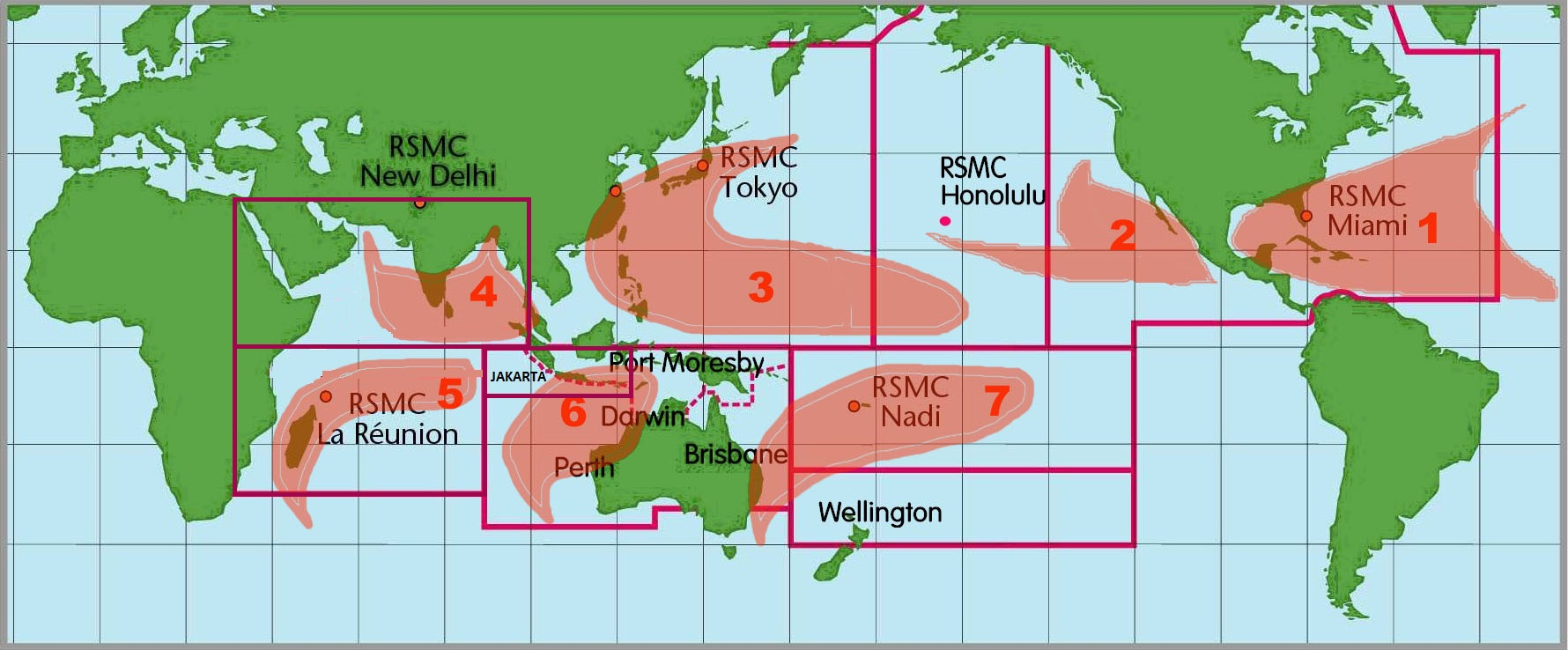
Principais bacias

## Programa ciclones tropicais
Há seis centros meteorológicos e cinco Centros de Alerta de Ciclones Tropicais regionais que utilizam a atribuição de nomes para os ciclones tropicais e a distribuição de avisos e avisos de ciclones tropicais:
- Sudoeste do Oceano Pacífico: Centro de Ciclones Tropicais RSMC Nadi - Serviço Meteorológico de Fiji (Nadi, Fiji)
- Sudeste do Oceano Índico: RSMC A Reunião-Centro de Ciclones Tropicais / Météo France (Ilha a Reunião, Departamento francês de ultramar)
- Baía de Bengala e o Mar Arábico: RSMC - Ciclones Tropicais de Nova Delhi / Departamento Meteorológico da Índia (Nova Delhi, Índia)
- Ocidente do Norte do Oceano Pacífico e o Mar da China Meridional - RSMC Tóquio / Agência Meteorológica Japonesa (Tokio, Japão)
- Centro do norte do Oceano Pacífico - RSMC Honolulu Centro de Furacões do Pacífico Central (Honolulú, Hawái, E.U.A.)
- Nordeste do Oceano Pacífico, Golfo do México, Mar do Caribe, e norte do Oceano Atlântico - RSMC Miami / Centro Nacional de Furacões[1]

## Programa de Resposta de Emergência Ambiental
Há oito centros meteorológicos para a distribuição de modelos de transporte, depósitos, e dispersão, no caso de uma catástrofe ambiental que cruze as fronteiras internacionais:
- Exeter, Inglaterra RSMC - Para Europa e África
- Toulouse, França RSMC - Para Europa e África
- Montreal, Canadá RSMC - Para América, e em caso de emergência o Sudeste do Pacífico
- Washington D. C., Estados Unidos RSMC - Para América, e em caso de emergência o Sudeste do Pacífico
- Pequim, China RSMC - Para Ásia
- Obninsk, Rússia RSMC - Para Ásia
- Tóquio, Japão RSMC - Para Ásia
- Melbourne, Austrália RSMC - Para o Sudeste do Pacífico Organização Meteorológica Mundial.